# Nesospiza questi
A Nesospiza questi a madarak osztályának verébalakúak (Passeriformes) rendjébe és a tangarafélék (Thraupidae) családjába tartozó faj.

## Rendszerezése
A fajt Percy Roycroft Lowe angol ornitológus írta le 1923-ban, a Tristan-sármánypinty (Nesospiza acunhae) alfajaként, Nesospiza acunhae questi néven.

## Előfordulása
Szent Ilona, Ascension és Tristan da Cunhahoz tartozó, Nightingale-sziget területén honos. Természetes élőhelyei a füves puszták és mérsékelt övi cserjések. Állandó, nem vonuló faj.

## Megjelenése
Testhossza 18 centiméter, testtömege 24–29 gramm.

## Életmódja
Magvakkal és bogyókkal táplálkozik, de néha gerincteleneket is fogyaszt.

## Természetvédelmi helyzete
Az elterjedési területe rendkívül kicsi, egyedszáma 9000 példány körüli, viszont stabil. A Természetvédelmi Világszövetség Vörös listáján sebezhető fajként szerepel.

## További információ
- Képek az interneten a fajról
- Xeno-canto.org - a faj hangja és elterjedési területe